# E772
E772 eller Europaväg 772 är en europaväg som går mellan Jablanica och Sjumen i Bulgarien. Längd 260 km.

## Sträckning
Jablanica - Veliko Tarnovo - Sjumen

## Standard
Vägen är landsväg hela sträckan, förutom en kort bit motorväg.

## Anslutningar till andra europavägar
- E83
- E85
- E70